# NGC 4676A
NGC 4676A je nepravilna galaktika u zviježđu Berenikinoj kosi. U međudjelovanju je s galaktikom NGC 4676B s kojom se spaja od prije 290 milijuna godina. Zbog plimnog djelovanja nastali su repovi po kojima su te dvije galaktike dobile naziv Miševi. Plima je relativna razlika između gravitacijskog privlačenja bližeg i daljeg kraja svake galaktike - ovdje znanog kao galaktička plima. Obje galaktike dio su galaktičkog skupa Berenikine kose.

## Vanjske poveznice
- (engl.) SEDS: NGC 4676
- (engl.) Revidirani Novi opći katalog
- (engl.) Izvangalaktička baza podataka NASA-e i IPAC-a
- (engl.) Astronomska baza podataka SIMBAD
- (engl.) VizieR